# Гайворонська сільська рада (Володарський район)
| Гайворонська сільська рада — колишній орган місцевого самоврядування у Володарському районі Київської області з адміністративним центром у с. Гайворон. Історична дата утворення: в 1923 році. Водоймища на території, підпорядкованій даній раді: річка Березнянка. Сільській раді були підпорядковані населені пункти: - с. Гайворон |

## Склад ради
Рада складалася з 12 депутатів та голови.

### Керівний склад ради
| ПІБ                             | Основні відомості                                                    | Дата обрання | Дата звільнення |
| ------------------------------- | -------------------------------------------------------------------- | ------------ | --------------- |
| Фурманенко Валерій Анатолійович | Сільський голова, 1969 року народження, освіта, член народної партії | 26.03.2006   | 31.10.2010      |
| Новіцька Оксана Анатоліївна     | Сільський голова, 1974 року народження, освіта вища, позапартійна    | 31.10.2010   |                 |

Примітка: таблиця складена за даними джерела